# Nardo Wick
Горацій Бернард Воллс III (англ. Horace Bernard Walls III), відомий як Nardo Wick — американський репер. Підписаний на Flawless Entertainment та RCA Records, здобув увагу завдяки синглу 2021 року «Who Want Smoke?», на який зробив ремікс за участю інших реперів G Herbo, Lil Durk та 21 Savage, що дозволило йому дебютувати на 17-му місці в американському чарті Billboard Hot 100 та отримати платиновий сертифікат RIAA. Того ж року Вік випустив свій дебютний студійний альбом «Who Is Nardo Wick?».

## Кар'єра
Вік випустив свій дебютний сингл «Lolli» у квітні 2020. У жовтні випустив сингл «Slide», а потім випустив пісню «Came Up» як фінальний реліз року. 
Починаючи з 2021 року, він випустив сингл «Who Want Smoke?» 22 січня 2021 року. 23 квітня 2021 року Вік випустив сингл «Shhh». Він став лід-синглом до його дебютного студійного альбому «Who Is Nardo Wick?». 27 серпня 2021 року Вік з'явився у пісні американського репера 42 Dugg «Opp Pack» з делюкс-видання комерційного мікстейпу останнього «Free Dem Boyz». Ця пісня стала першим разом, коли Вік з'явився у репертуарі іншого виконавця. 8 жовтня 2021 року Вік випустив іншу версію «Who Want Smoke?», в якій взяли участь його колеги-репери G Herbo, Lil Durk та 21 Savage. Пісня стала другим синглом до альбому «Who Is Nardo Wick?» і була випущена разом із супровідним відео, знятим режисером Cole Bennett спільно з Lyrical Lemonade. Нова версія пісні сприяла зростанню її популярності разом із танцем під неї, створеним у TikTok, який дебютував на 17 місці в Billboard Hot 100 і був сертифікований RIAA як платиновий, що дало Віку і першу пісню, яка потрапила до чартів, і першу пісню, яка отримала сертифікат, відповідно. Через два дні Вік з'явився на синглі репера Katana 10400 «She Want Me Dead!». У листопаді Wick випустив сингл «Me or Sum», в якому взяли участь Future та Lil Baby. Він став другим синглом альбому «Who Is Nardo Wick?». Альбом вийшов через чотири дні, 3 грудня 2021 року. У ньому з'явилися нові гостьові куплети від Hit-Boy, Big30 та Lakeyah. 22 липня 2022 року Вік випустив делюкс-версію альбому під назвою «Who Is Nardo Wick?? (Deluxe)» з додатковими гостьовими виступами The Kid Laroi та Latto.

## Дискографія

### Студійні альбоми
- 2021 — Who Is Nardo Wick?
- 2022 — Who Is Nardo Wick?? (Deluxe)